# Rovno (Petrovsko)
Rovno is een plaats in de gemeente Petrovsko in de Kroatische provincie Krapina-Zagorje. De plaats telt 139 inwoners (2001).